# 더 맨 (2005년 영화)
《더 맨》(영어: The Man)은 미국에서 제작된 레스 메이필드 감독의 2005년 버디 경찰 액션 범죄 코미디 영화이다. 새뮤얼 L. 잭슨, 유진 레비 등이 출연하였고, 로버트 N. 프리드 등이 제작에 참여하였다.

## 출연진
- 새뮤얼 L. 잭슨
- 유진 레비
- 루크 고스
- 미겔 퍼레어
- 수지 에스먼
- 앤서니 매키
- 지지 라이스
- 레이철 크로퍼드
- 린지 에임스
- 랜디 부처
- 마이클 캐머런
- 케빈 러슈턴
- 조 사코
- 허레이쇼 샌즈
- 네스터 서라노
- 앤드루 스틸맥
- 비어트리즈 유스테이

## 기타 제작진
- 공동 제작: 빌 스트라우스
- 총괄 제작: 매슈 하트
- 배역: 시그 더미겔, 어맨다 매키 존슨, 캐시 샌드리치, 웬디 와이드먼
- 미술: 캐럴 스피어
- 의상: 델핀 화이트